# Conquista di Candia
La conquista di Candia fu una serie di scontri occorsi tra la Repubblica di Venezia, la Repubblica di Genova, l'Impero di Nicea e la popolazione greca durante la colonizzazione veneziana dell'isola di Creta nella prima metà del XIII secolo, a seguito della quale venne istituito il Ducato di Candia.

## Preludio

### La nascita dell'impero coloniale veneziano
Con la conquista di Costantinopoli nel 1204 da parte della Quarta crociata e la creazione di un nuovo Impero latino a spese dello sconfitto Impero bizantino, Venezia si era resa padrona di "un quarto e mezzo dell'Impero d'Oriente", espandendo i suoi possedimenti a creare un vasto impero marittimo che la rendeva padrona dell'Egeo e del Mediterraneo orientale. Nell'acquisire e organizzare i nuovi possedimenti la Repubblica veneziana adottò il sistema feudale degli alleati franchi, in tal modo incentivando l'intervento privatistico delle grandi famiglie patrizie nelle nuove colonie e garantendosi dunque un controllo indiretto delle stesse: l'interesse della Repubblica non era infatti tanto il dominio territoriale, quanto la disponibilità di basi numerose e sicure per la flotta e il controllo delle rotte commerciali.

### L'assegnazione di Creta
Nel 1204 Venezia acquisì Creta dal Re di Tessalonica Bonifacio I del Monferrato, che vantava il titolo nominale di Re di Creta. L'isola, però, non era in realtà sotto il controllo né del sovrano di Tessalonica né dei Veneziani, ma dei Greci che la abitavano, i quali non erano per nulla intenzionati a farsi sottomettere facilmente.

## La conquista

### L'occupazione militare
Nel 1207 si installarono nella capitale dell'isola, la città di Candia, i Genovesi di Enrico Pescatore, chiamati dagli stessi Greci per installarsi nelle vicine piazzeforti. Venutolo a sapere, il doge Sebastiano Ziani strinse accordi con la Repubblica di Pisa e schierò in mare la flotta al comando di Renier Dandolo e di Ruggero Premarin, riprendendo Candia ai Genovesi e provvedendo ad avviare l'occupazione dell'isola. L'intero regno di Candia fu dato quindi in feudo allo stesso Dandolo, con l'impegno di provvederne alla difesa a proprie spese. La resistenza greca permaneva però vigorosa e Renier Dandolo perdette la vita in uno dei frequenti combattimenti.
Venne inviata una nuova flotta al comando di Jacopo Longo e Leonardo navagero, che riuscirono infine a scacciare i Genovesi del Pescatore e provvidero a costituire l'isola in Ducato di Candia (1208), nominando primo duca il patrizio Jacopo Tiepolo. Il duca era eletto a Venezia dal Maggior Consiglio e affiancato da due consiglieri. Al duca spettava il comando militare e l'amministrazione politica, affiancato, però, da un Consiglio Generale composto da tutti i nobili veneziani e greci dell'isola.

### L'inizio della colonizzazione
Nel 1211 si riuscì infine a completare la conquista e si provvide ad inviare una prima colonia di Veneziani. Vennero nominati allo scopo sei capitani uno per ciascuno dei sestieri (le contrade) di Venezia: Marin Zusto per San Marco, Leonardo Falier per Cannaregio, Leonardo Foscolo per Santa Croce, Andrea Pantaleone per Castello, Pietro Querini per San Polo, Pancrazio Falier per Dorsoduro. La stessa isola di Creta venne suddivisa in sei sestieri, recanti gli stessi nomi di quelli veneziani, in ciascuno dei quali venne inviato un gruppo di coloni, con obbligo di omaggio feudale al Doge. Un settimo settore dell'isola venne invece direttamente assegnato al possesso del Comune di Venezia.
La relativa calma portata dalla colonizzazione durò però molto poco. Gli Agiostefani, potente famiglia della nobiltà greca, si ribellarono mettendo in grave difficoltà i Veneziani. Il duca Tiepolo si trovò a dover chiamare in soccorso Marco I Sanudo, duca di Nasso, ma questo, sconfitti i ribelli greci, si rivoltò a sua volta contro il Tiepolo, cercando di prendere il controllo dell'intera Creta. Il duca di Candia si rifugiò nel castello di Temenos e chiese aiuto a Venezia. L'arrivo di Marco Querini e Sebastiano Botanico costrinsero infine il Sanudo alla ritirata e a ripristinare l'ordine. Nel 1216 al Tiepolo successe come duca Paolo Querini, mentre la stessa carica ducale veniva resa annuale.
Poco dopo il suo insediamento il Querini dovette scontrarsi nuovamente con pirati genovesi, affrontando con quattro galee nelle acque di Candia le navi del conte Alaman, che furono catturate. Nel 1218, quindi, i Genovesi si risolsero a trattare la pace, in cambio del riacquisto, nelle terre dell'Impero latino dei privilegi di cui godevano in precedenza sotto i Bizantini. Durante il ducato di Domenico Dolfin una nuova sollevazione di Candia, guidata da Costantino Sevasto e Teodoro Malesino rese necessario l'invio di una nuova colonia da parte di Venezia, nel tentativo di tenere a freno la popolazione greca.

### Il conflitto con Nicea
Nel 1230 ancora un'altra rivolta scosse però l'isola. Le famiglie degli Scordilli e dei Malesini chiamarono la popolazione alla rivolta, costringendo il duca Giovanni Storlato a chiamare nuovamente Marco Sanudo da Naxos. I greci dal canto loro offrirono l'isola a Giovanni III Vatatzes, basileus dell'Impero di Nicea, che inviò una flotta di trenta triremi al comando Megas Doux. I Niceni misero in fuga il Sanudo, conquistarono Retimo e altri castelli, ma, rendendosi conto della difficoltà nel conquistare l'intera isola, abbandonarono l'impresa, trovando poi naufragio nelle acque di Cerigo.
Venezia inviò comunque nel 1233 una flotta al comando di Nicolò Tonesto e del nuovo duca di Candia, Bartolomeo Gradenigo, che nel 1234 riuscirono infine a ristabilire in buona misura il controllo veneziano. I capi della rivolta fecero formale atto di sottomissione, ricevendone in cambio notevoli donativi in proprietà e feudi. Resisteva però la città di Sitia, che fu inutilmente assediata, fino a che, l'arrivo di nuove truppe inviate da Nicea non rese necessaria la ritirata al contingente veneziano. I Niceni presero la fortezza di La Suda, riprendendo poi il mare, scontrandosi poi nell'Adriatico con la flotta veneziana e ritirandosi infine verso oriente (1236). L'ordine sull'isola di Candia venne ristabilito però solo sotto il ducato di Stefano Giustinian e l'invio di nuovi coloni da Venezia.

## Epilogo
La lunga fase di conquista ed occupazione di Candia si concluse lasciando l'isola strutturata come una colonia feudale legata più a vincoli di vassallaggio e supporto a Venezia che ad uno stabile e diretto controllo della Repubblica. Tale assetto, tuttavia, tutt'altro che definitivo verrà presto sconvolto dalle rivolte greche del 1274, 1277, del 1283-1299 e del 1341, ma soprattutto dalla grande rivolta di Creta del 1363-1366, quando, a seguito della ribellione anche di molti coloni veneziani, l'isola perse definitivamente la propria autonomia, passando sotto il diretto controllo della Repubblica.